# SmartPad
SmartPad ist ein von Seiko Instruments vertriebenes Tool für PDAs. Es besteht aus einer ca. A4 großen Tasche, in der auf der linken Seite ein normaler A5 Block geklammert ist, unter dem eine Art "Digitalisierungsbrett" liegt. Mit einem speziellen Stift wird jeder Strich, der auf das Papier gezeichnet wird, erfasst, und auf einer Infrarotdiode, die auf der rechten Seite oben festgeklammert ist, ausgegeben. Direkt darunter wird der PDA befestigt, der dann eine exakte Kopie des geschriebenen/gezeichneten als digitale Kopie empfängt.
Es werden nahezu alle PDAs mit Infrarot unterstützt, die entweder mit dem Betriebssystem Palm OS bis zur Version 4 oder Windows CE laufen (Palm OS-Geräte seit der Version 5.0 werden nicht mehr unterstützt, weil diese ein anderes Protokoll zur Kommunikation über den Infrarotport verwenden). Eine weitere Besonderheit des SmartPads ist die externe Tastatur, die sich unter dem Notizblock verbirgt: Es ist eine Art externe Tastatur für den PDA, die man mit dem mitgelieferten Stift bedienen kann.
Das SmartPad selbst wird mit zwei AAA-Batterien versorgt, der Stift mit einer AAAA-Batterie. Beim SmartPad werden außerdem drei Reserveminen für den Stift mitgeliefert; der Block ist ein ganz normaler A5 Block, wie man ihn in jedem Papierfachgeschäft nachkaufen kann.
Ein ähnliches Produkt, das allerdings auch Notebooks unterstützt, wird ebenfalls von Seiko Instruments vertrieben: InkLink.